# Vencelino de Wasserburg

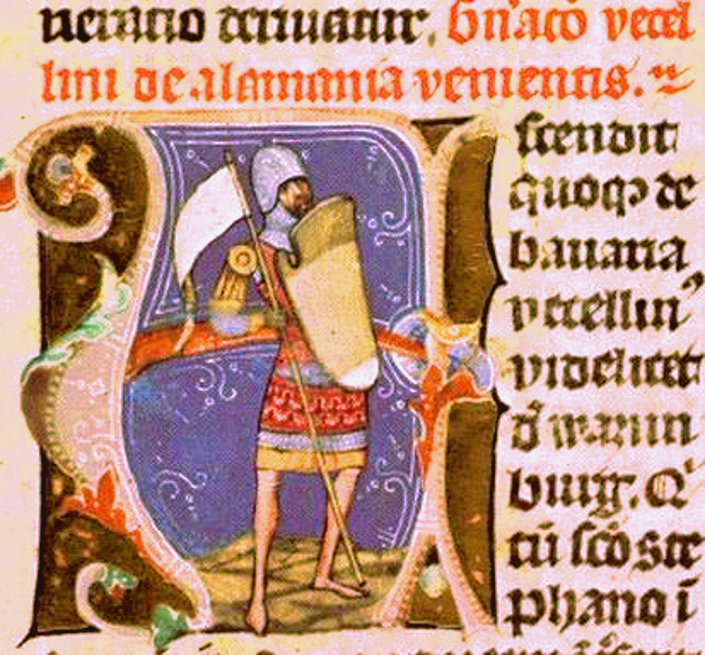
Conde Vencelino de Wasserburg. Imagen de la Crónica Ilustrada húngara

El conde Vencelino de Wasserburg (en húngaro: Wasserburgi Vecellin) fue, según la Crónica Ilustrada húngara, un noble proveniente de Suabia que se asentó en el Reino de Hungría tras su cristianización cerca del año 1000.

## Biografía
Vencelino llegó a Hungría luego de que las relaciones políticas entre los húngaros y germánicos se estrechasen familiarmente con el matrimonio de San Esteban I de Hungría y Gisela de Baviera. 
Tras la muerte del Gran Príncipe Géza de Hungría en 997, su hijo Esteban se preparaba para asumir el trono cuando Cupan, un miembro lejano de su misma familia, la Casa de Árpad, enfrentó al joven príncipe. Cupan deseaba expulsar al Cristianismo del reino y ser coronado como máximo líder de los húngaros alegando que él era el miembro mayor de la familia y por eso le correspondía el trono húngaro, sin importar que Esteban fuese el hijo del fallecido monarca.
De esta manera, valiéndose de las tropas húngaras y de las germánicas comandadas por Vencelino y los caballeros Hont y Pázmany enfrentaron a Cupan y sus hombres, quienes fueron derrotados en la Batalla de Veszprém de 997. Con esto acabaron con cualquier amenaza a los derechos sucesorios de Esteban, quien fue coronado rey en el 1000. Tras la ejecución del caudillo noble húngaro, sus territorios fueron otorgados a los caballeros y nobles que lucharon en favor de Esteban.